# 六靖镇
六靖镇，是中华人民共和国广西壮族自治区玉林市北流市下辖的一个乡镇级行政单位。

## 行政区划
六靖镇下辖以下地区：
六靖圩社区、六靖村、协保村、旺坡村、那排村、森隆村、水冲村、西山村、大坡村、云罗村、茶山村、长江村、龙湾村、石寨村、沙冲村、镇南村和桂丰农场农业队生活区。